# Железничка линија Кисуки
Железничка линија Кисуки (木次線 Kisuki-sen) је железничка линија у Јапану превозника Западна јапанска железничка компанија (JR запад). Дужина линије је 81,9 km која повезује станицу Шинџи у Мацуе и станицу Бинго Очаиај у Шобара.

## Возни парк
- KiHa 120 DMU

- Железничка линија Кисуки KiHa 120-0 дизел
- Железничка линија Кисуки KiHa 120-200 дизел у септембру 2007

## Историја
Линија је отворена 18. децембра 1932. године, између станица Кисуки и Изумо Минари. Линија је проширена на север до станице Шинџи 1. августа 1934. године, и на југ до Јакаве 20. новембра 1934. године, а читава линија између Шинџи и Бинго Очиај завршена је 12. децембра 1937. године, укључујући и зиг заг деоницу у Изумо Сакане.
Са приватизацијом Јапанске националне железнице (JNR) 1. априла 1987. године, линија је пребачена под контролу JR запад.

## Станице
| Станица      | Јапански | Између (км) | Растојање (км) | Везе                    | Локација             | Локација          |
| ------------ | -------- | ----------- | -------------- | ----------------------- | -------------------- | ----------------- |
| Шинџи        | 宍道     | -           | 0.0            | Sanin Main Line         | Мацуе                | Префектура Шимане |
| Минами Шинџи | 南宍道   | 3.6         | 3.6            |                         | Мацуе                | Префектура Шимане |
| Камонака     | 加茂中   | 5.1         | 8.7            |                         | Унан                 | Префектура Шимане |
| Хатаја       | 幡屋     | 3.1         | 11.8           |                         | Унан                 | Префектура Шимане |
| Изумо Даито  | 出雲大東 | 2.1         | 13.9           |                         | Унан                 | Префектура Шимане |
| Минами Даито | 南大東   | 3.6         | 17.5           |                         | Унан                 | Префектура Шимане |
| Кисуки       | 木次     | 3.6         | 21.1           |                         | Унан                 | Префектура Шимане |
| Хинобори     | 日登     | 3.7         | 24.8           |                         | Унан                 | Префектура Шимане |
| Шимокуно     | 下久野   | 6.7         | 31.5           |                         | Унан                 | Префектура Шимане |
| Изумо Јаширо | 出雲八代 | 5.9         | 37.4           |                         | Окуизумо Област Нита | Префектура Шимане |
| Изумо Минари | 出雲三成 | 4.1         | 41.5           |                         | Окуизумо Област Нита | Префектура Шимане |
| Камедаке     | 亀嵩     | 4.4         | 45.9           |                         | Окуизумо Област Нита | Префектура Шимане |
| Изумо Јокота | 出雲横田 | 6.4         | 52.3           |                         | Окуизумо Област Нита | Префектура Шимане |
| Јакава       | 八川     | 4.0         | 56.3           |                         | Окуизумо Област Нита | Префектура Шимане |
| Изумо Сакане | 出雲坂根 | 7.0         | 63.3           |                         | Окуизумо Област Нита | Префектура Шимане |
| Минохара     | 三井野原 | 6.4         | 69.7           |                         | Окуизумо Област Нита | Префектура Шимане |
| Јуки         | 油木     | 5.6         | 75.3           |                         | Шобара               | Шобара            |
| Бинго Очиај  | 備後落合 | 6.6         | 81.9           | Железничка линија Геиби | Шобара               | Шобара            |